# Reinhard Kolb
Reinhard Kolb (* 10. September 1928 in Freiwaldau, Tschechoslowakei; † 11. Juni 2013 in Fischbachau) war ein deutscher Architekt, Maler und Holzbildhauer.

## Werdegang

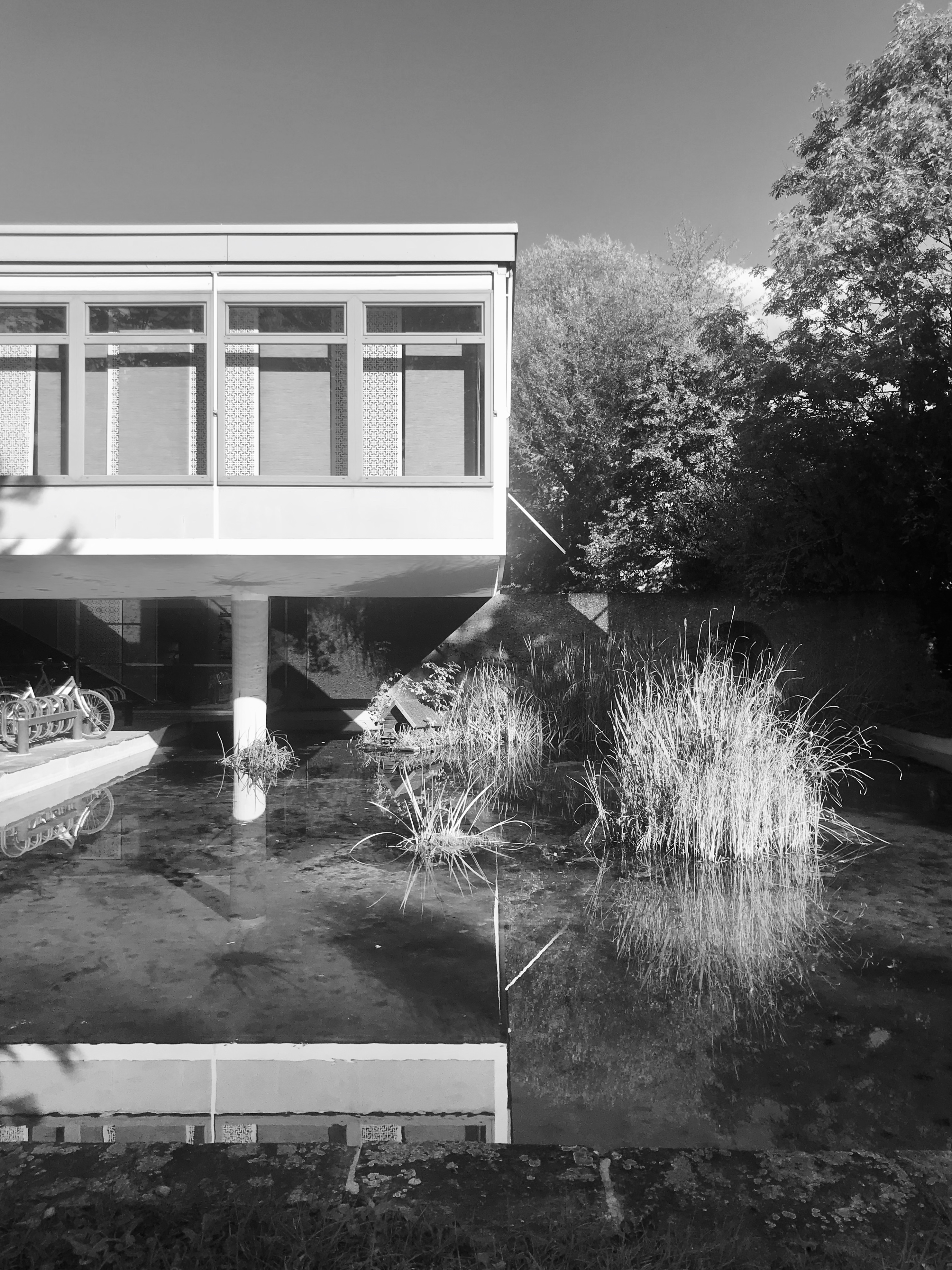
Atelier Lang in Ingolstadt (1960)

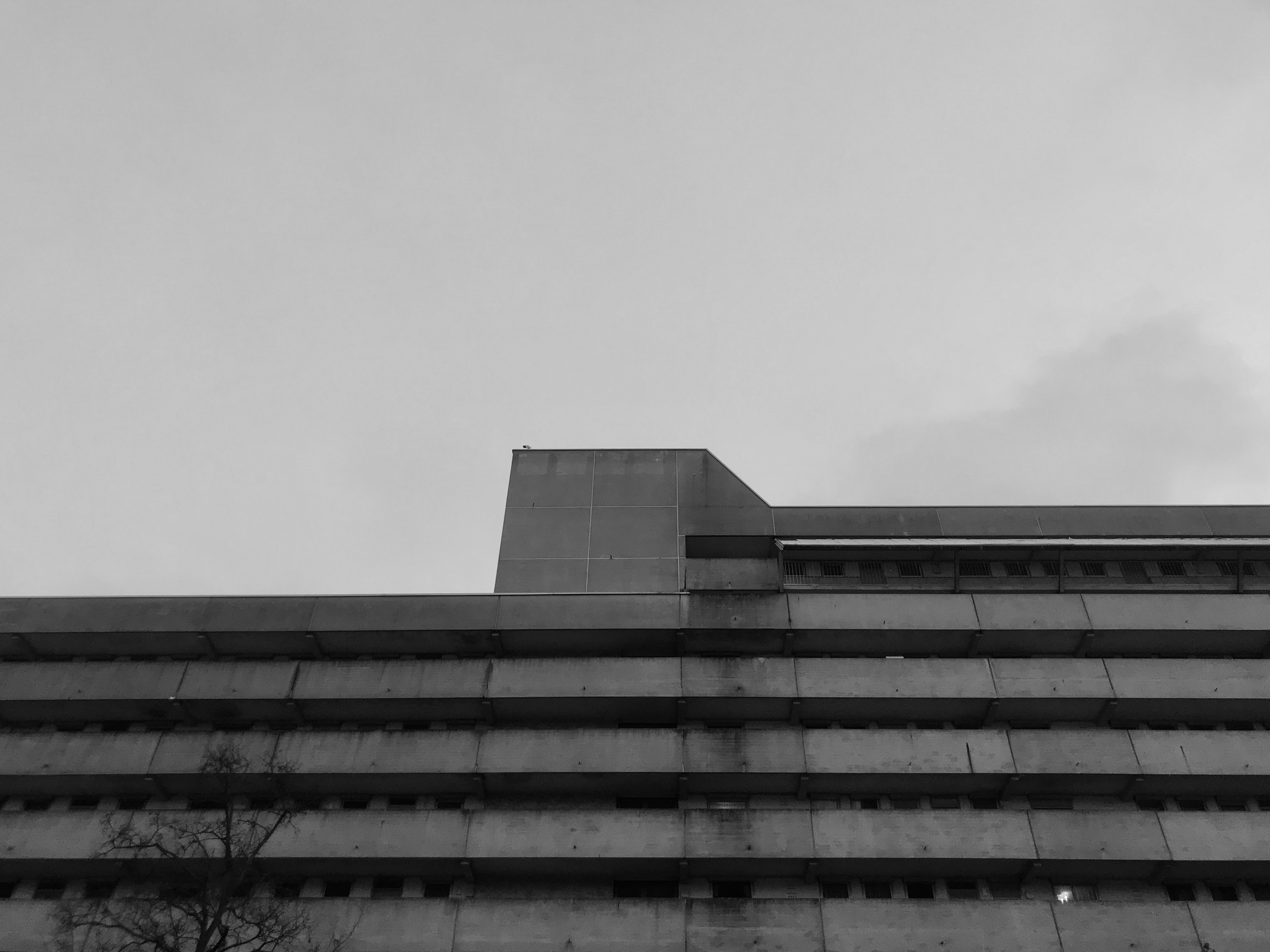
Wohnscheibe in Ingolstadt (1974)

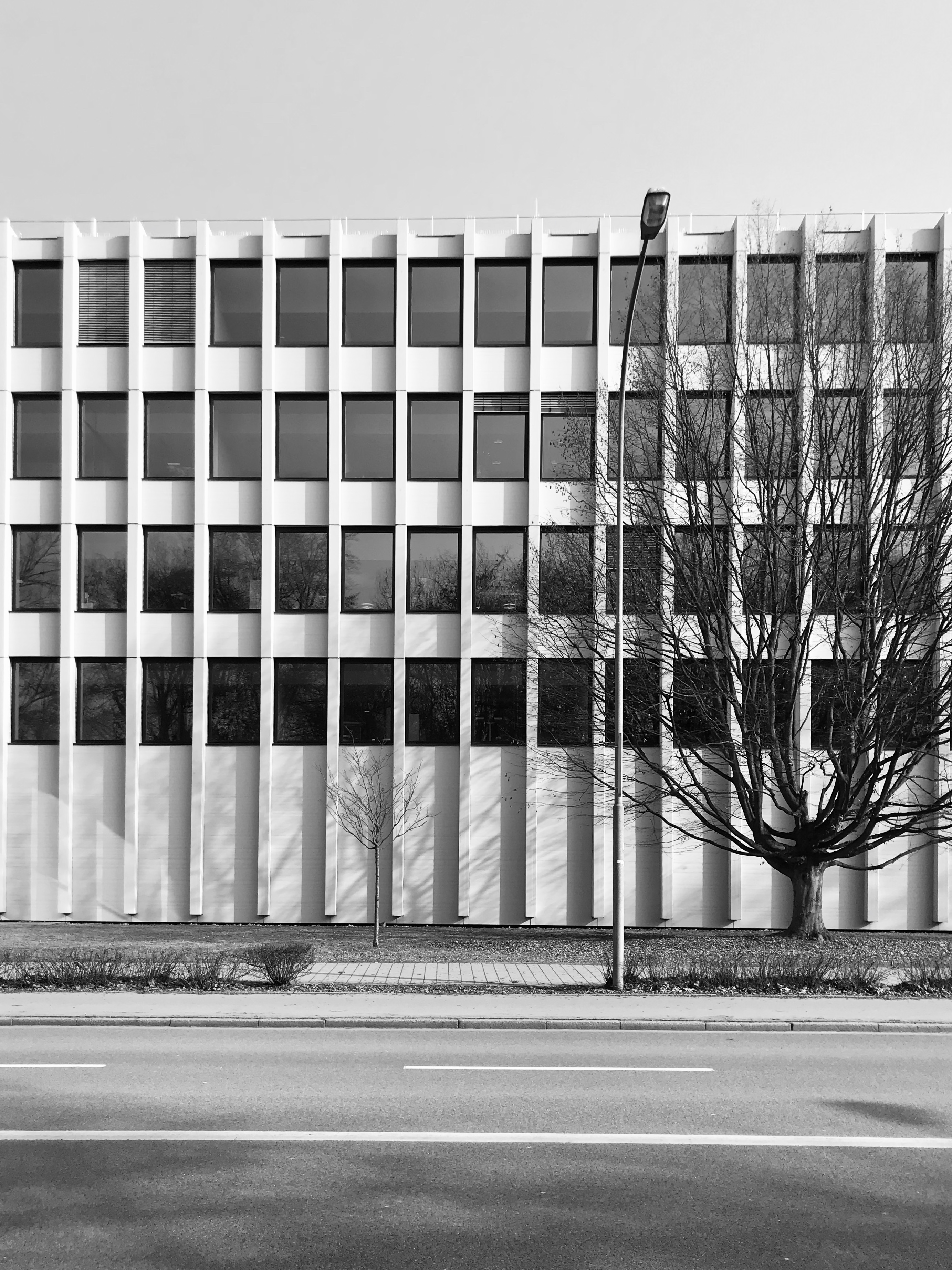
Donaukurier-Verlagsgebäude in Ingolstadt (1980)

Kolb wuchs im Altvatergebirge und in Prag auf. Im Jahr 1941 zog er mit seiner Familie nach München. Dort studierte er Architektur an der Technischen Hochschule München, unter anderem bei Hans Döllgast. Er kam 1958 nach Ingolstadt und wurde Chefplaner im Architekturbüro Lang. Nach dem Mord an Johann Lang im Jahr 1966 eröffnete Kolb ein eigenes Büro in Ingolstadt.
Mitte der 1990er Jahre zog er mit seiner Familie in die Heimat seiner Frau nach Fischbachau. Bis zum Ende seines Lebens war er leidenschaftlicher Maler und Holzbildhauer.

## Bauten
Als Chefplaner bei Johann Lang:
- 1950er Jahre: Hochhaus-Paar Goethestraße 140 und 142 in Ingolstadt
- 1958–1960: Atelier Lang in Ingolstadt (unter Denkmalschutz)[3][4]
- 1964: Hochhaus Westliche Ringstraße 5 in Ingolstadt
- Wohnanlage am Brückenkopf in Ingolstadt

Als selbständiger Architekt:
- 1973–1974: Wohnscheibe in Ingolstadt (zusammen mit Ludwig Geith und Helmut Stich; durch Thomas Sieverts verändert)
- um 1980: Druck- und Verlagsgebäude des Donaukuriera in Ingolstadt, Stauffenbergstraße (mit Helmut Stich)
- 1980er: Gebäude an der Reitschulgasse in Ingolstadt
- 1986: Haus für M. Kolb in Ingolstadt, Reusstraße (2006 erweitert durch Andreas Mühlbauer)
- Umbau und Erweiterung des Donaukurier-Verlagsgebäudes in Ingolstadt, Donaustraße (von Josef Elfinger und Franz Xaver Proebst)
- Umbau des alten städtischen Krankenhauses in Ingolstadt zum Pflegeheim (zusammen mit Hans Straub und Künstler Knut Schnurer; abgerissen)[5]
- Wohnhaus für Ferdinand Piëch in Ingolstadt
- Wohnhaus für Martin Winterkorn in Wettstetten bei Ingolstadt